# Starships (Nicki Minaj)
Starships is een nummer van de Trinidadiaans-Amerikaanse rapster Nicki Minaj. Het is de eerste single van haar tweede studioalbum Pink Friday: Roman Reloaded.
De videoclip voor het nummer werd opgenomen in Oahu, Hawaï en ging in première op 26 april 2012 op MTV.

## Hitnoteringen

### Nederlandse Top 40
| Hitnotering: 12-05-2012 t/m 22-09-2012 | Hitnotering: 12-05-2012 t/m 22-09-2012 | Hitnotering: 12-05-2012 t/m 22-09-2012 | Hitnotering: 12-05-2012 t/m 22-09-2012 | Hitnotering: 12-05-2012 t/m 22-09-2012 | Hitnotering: 12-05-2012 t/m 22-09-2012 | Hitnotering: 12-05-2012 t/m 22-09-2012 | Hitnotering: 12-05-2012 t/m 22-09-2012 | Hitnotering: 12-05-2012 t/m 22-09-2012 | Hitnotering: 12-05-2012 t/m 22-09-2012 | Hitnotering: 12-05-2012 t/m 22-09-2012 | Hitnotering: 12-05-2012 t/m 22-09-2012 | Hitnotering: 12-05-2012 t/m 22-09-2012 | Hitnotering: 12-05-2012 t/m 22-09-2012 | Hitnotering: 12-05-2012 t/m 22-09-2012 | Hitnotering: 12-05-2012 t/m 22-09-2012 | Hitnotering: 12-05-2012 t/m 22-09-2012 | Hitnotering: 12-05-2012 t/m 22-09-2012 | Hitnotering: 12-05-2012 t/m 22-09-2012 | Hitnotering: 12-05-2012 t/m 22-09-2012 | Hitnotering: 12-05-2012 t/m 22-09-2012 | Hitnotering: 12-05-2012 t/m 22-09-2012 |
| Week:                                  | 1                                      | 2                                      | 3                                      | 4                                      | 5                                      | 6                                      | 7                                      | 8                                      | 9                                      | 10                                     | 11                                     | 12                                     | 13                                     | 14                                     | 15                                     | 16                                     | 17                                     | 18                                     | 19                                     | 20                                     |                                        |
| -------------------------------------- | -------------------------------------- | -------------------------------------- | -------------------------------------- | -------------------------------------- | -------------------------------------- | -------------------------------------- | -------------------------------------- | -------------------------------------- | -------------------------------------- | -------------------------------------- | -------------------------------------- | -------------------------------------- | -------------------------------------- | -------------------------------------- | -------------------------------------- | -------------------------------------- | -------------------------------------- | -------------------------------------- | -------------------------------------- | -------------------------------------- | -------------------------------------- |
| Positie:                               | 36                                     | 29                                     | 24                                     | 15                                     | 13                                     | 16                                     | 15                                     | 8                                      | 6                                      | 5                                      | 5                                      | 4                                      | 7                                      | 7                                      | 7                                      | 10                                     | 10                                     | 20                                     | 28                                     | 38                                     | uit                                    |

### NederlandseSingle Top 100
| Hitnotering: 03-03-2012 t/m 17-11-2012 | Hitnotering: 03-03-2012 t/m 17-11-2012 | Hitnotering: 03-03-2012 t/m 17-11-2012 | Hitnotering: 03-03-2012 t/m 17-11-2012 | Hitnotering: 03-03-2012 t/m 17-11-2012 | Hitnotering: 03-03-2012 t/m 17-11-2012 | Hitnotering: 03-03-2012 t/m 17-11-2012 | Hitnotering: 03-03-2012 t/m 17-11-2012 | Hitnotering: 03-03-2012 t/m 17-11-2012 | Hitnotering: 03-03-2012 t/m 17-11-2012 | Hitnotering: 03-03-2012 t/m 17-11-2012 | Hitnotering: 03-03-2012 t/m 17-11-2012 | Hitnotering: 03-03-2012 t/m 17-11-2012 | Hitnotering: 03-03-2012 t/m 17-11-2012 | Hitnotering: 03-03-2012 t/m 17-11-2012 | Hitnotering: 03-03-2012 t/m 17-11-2012 | Hitnotering: 03-03-2012 t/m 17-11-2012 | Hitnotering: 03-03-2012 t/m 17-11-2012 | Hitnotering: 03-03-2012 t/m 17-11-2012 | Hitnotering: 03-03-2012 t/m 17-11-2012 | Hitnotering: 03-03-2012 t/m 17-11-2012 |
| Week:                                  | 1                                      | 2                                      | 3                                      | 4                                      | 5                                      | 6                                      | 7                                      | 8                                      | 9                                      | 10                                     | 11                                     | 12                                     | 13                                     | 14                                     | 15                                     | 16                                     | 17                                     | 18                                     | 19                                     | 20                                     |
| -------------------------------------- | -------------------------------------- | -------------------------------------- | -------------------------------------- | -------------------------------------- | -------------------------------------- | -------------------------------------- | -------------------------------------- | -------------------------------------- | -------------------------------------- | -------------------------------------- | -------------------------------------- | -------------------------------------- | -------------------------------------- | -------------------------------------- | -------------------------------------- | -------------------------------------- | -------------------------------------- | -------------------------------------- | -------------------------------------- | -------------------------------------- |
| Positie:                               | 77                                     | 81                                     | 80                                     | 74                                     | 73                                     | 71                                     | 75                                     | 71                                     | 55                                     | 46                                     | 33                                     | 17                                     | 10                                     | 13                                     | 15                                     | 18                                     | 10                                     | 8                                      | 8                                      | 6                                      |
| Week:                                  | 21                                     | 22                                     | 23                                     | 24                                     | 25                                     | 26                                     | 27                                     | 28                                     | 29                                     | 30                                     | 31                                     | 32                                     | 33                                     | 34                                     | 35                                     | 36                                     | 37                                     | 38                                     |                                        |                                        |
| Positie:                               | 5                                      | 6                                      | 10                                     | 16                                     | 18                                     | 23                                     | 25                                     | 32                                     | 32                                     | 42                                     | 47                                     | 56                                     | 49                                     | 52                                     | 49                                     | 72                                     | 72                                     | 83                                     | uit                                    |                                        |

### VlaamseUltratop 50
| Hitnotering: 28-04-2012 t/m 15-09-2012 | Hitnotering: 28-04-2012 t/m 15-09-2012 | Hitnotering: 28-04-2012 t/m 15-09-2012 | Hitnotering: 28-04-2012 t/m 15-09-2012 | Hitnotering: 28-04-2012 t/m 15-09-2012 | Hitnotering: 28-04-2012 t/m 15-09-2012 | Hitnotering: 28-04-2012 t/m 15-09-2012 | Hitnotering: 28-04-2012 t/m 15-09-2012 | Hitnotering: 28-04-2012 t/m 15-09-2012 | Hitnotering: 28-04-2012 t/m 15-09-2012 | Hitnotering: 28-04-2012 t/m 15-09-2012 | Hitnotering: 28-04-2012 t/m 15-09-2012 | Hitnotering: 28-04-2012 t/m 15-09-2012 | Hitnotering: 28-04-2012 t/m 15-09-2012 | Hitnotering: 28-04-2012 t/m 15-09-2012 | Hitnotering: 28-04-2012 t/m 15-09-2012 | Hitnotering: 28-04-2012 t/m 15-09-2012 | Hitnotering: 28-04-2012 t/m 15-09-2012 | Hitnotering: 28-04-2012 t/m 15-09-2012 | Hitnotering: 28-04-2012 t/m 15-09-2012 | Hitnotering: 28-04-2012 t/m 15-09-2012 | Hitnotering: 28-04-2012 t/m 15-09-2012 | Hitnotering: 28-04-2012 t/m 15-09-2012 |
| Week:                                  | 1                                      | 2                                      | 3                                      | 4                                      | 5                                      | 6                                      | 7                                      | 8                                      | 9                                      | 10                                     | 11                                     | 12                                     | 13                                     | 14                                     | 15                                     | 16                                     | 17                                     | 18                                     | 19                                     | 20                                     | 21                                     |                                        |
| -------------------------------------- | -------------------------------------- | -------------------------------------- | -------------------------------------- | -------------------------------------- | -------------------------------------- | -------------------------------------- | -------------------------------------- | -------------------------------------- | -------------------------------------- | -------------------------------------- | -------------------------------------- | -------------------------------------- | -------------------------------------- | -------------------------------------- | -------------------------------------- | -------------------------------------- | -------------------------------------- | -------------------------------------- | -------------------------------------- | -------------------------------------- | -------------------------------------- | -------------------------------------- |
| Positie:                               | 26                                     | 19                                     | 10                                     | 10                                     | 6                                      | 7                                      | 7                                      | 6                                      | 6                                      | 7                                      | 5                                      | 8                                      | 11                                     | 10                                     | 12                                     | 15                                     | 20                                     | 19                                     | 27                                     | 33                                     | 40                                     | uit                                    |